# Chris Stewart
Chris Stewart (ur. 27 marca 1951 w Crawley) – pisarz, perkusista i współzałożyciel grupy Genesis.
Chris Stewart był kolegą z klasy Petera Gabriela i Tony'ego Banksa. Razem założyli grupę The Garden Wall, a później, wraz z Mikiem Rutherfordem i Anthonym Phillipsem kolejny zespół Anon, na bazie którego w styczniu 1967 powstało Genesis. Stewart grał na dwóch pierwszych singlach grupy ("The Silent Sun"/"That's Me" i "A Winter's Tale"/"One-Eyed Hound"), po czym latem 1968 opuścił zespół, zastąpiony przez Johna Silvera.
Po odejściu od Genesis Stewart podróżował po Europie, by w końcu zamieszkać w Andaluzji, w Hiszpanii.
Autor napisał cztery autobiograficzne książki:
- Driving Over Lemons (1999) (polskie wydanie Jeżdżąc po cytrynach: Optymista w Andaluzji, 2007)
- A Parrot in the Pepper Tree (2002)
- The Almond Blossom Appreciation Society (2006)
- Three Ways To Capsize A Boat: An Optimist Afloat (2009) (polskie wydanie Trzy sposoby na wywrócenie łódki, 2011)